# سارا راميريز
ساره راميريز (بالإنجليزية: Sara Ramírez)‏ ممثلة أمريكية-مكسيكية ومغنية، ولدت في 31 أغسطس 1975، حصلت على جائزة توني عام 2005 كأفضل أداء لممثلة في مسرحية موسيقية عن دورها في سبامألوت ومشتركة في المسلسل غريز أناتومي بدور جراحة العظام (كالي توريز).

## مواقع خارجية
- سارا راميريز على موقع IMDb (الإنجليزية)
- سارا راميريز على موقع ألو سيني (الفرنسية)
- سارا راميريز على موقع ميوزك برينز (الإنجليزية)
- سارا راميريز على موقع أول موفي (الإنجليزية)
- سارا راميريز على موقع قاعدة بيانات برودواي على الإنترنت (الإنجليزية)
- سارا راميريز على موقع قاعدة بيانات الأفلام السويدية (السويدية)
- سارا راميريز على موقع إن إن دي بي (الإنجليزية)
- سارا راميريز على موقع قاعدة بيانات الفيلم (الإنجليزية)
- سارا راميريز على موقع كينوبويسك (الروسية)